# Пинзар Олександр Вікторович
Олександр Вікторович Пинзар (1991—2025) — молодший сержант Збройних сил України, учасник російсько-української війни.

## Життєпис
Народився 21 листопада 1991 в селі Іванівка Кіровоградської області. 
Мешкав у Кривому Розі, закінчив Криворізький Професійний Гірничо-металургійний Ліцей, випускник 2010 року.
Служив старшим оператором-вогнеметником групи спецпризначення, мав звання молодшого сержанта.
Отримав важке вогнепальне осколкове наскрізне поранення в районі села Пазіївка на Харківщині. Помер 7 січня 2025 року після тривалого лікування 

## Нагороди
- Орден «За мужність» ІІІ ступеня (від 17 листопада 2022 року) [2]
- медаль «За поранення» (важке) від 20 липня 2023 року